# Rivière Upsalquitch
Pour les articles homonymes, voir Upsalquitch.
La rivière Upsalquitch est un affluent de la rive Sud de la rivière Ristigouche, coulant dans le comté de Restigouche, dans le Nord-Ouest du Nouveau-Brunswick, au Canada.

## Géographie
La rivière Upsalquitch prend sa source à la confluence de la rivière Upsalquitch Sud-Est et de la rivière Upsalquitch Nord-Ouest, dans le comté de Restigouche. Cette confluence est située au Nord de la montagne Caribou, dans le lieu-dit désigné "Fourche Upsalquitch". La zone naturelle protégée de la fourche Upsalquitch est une zone naturelle protégée par le ministère des Ressources naturelles du Nouveau-Brunswick comportant 9,41 km2, établie en 2008. Cette source est située à 29,3 km au Sud-Est de la confluence de la rivière Upsalquitch.
Cours supérieur de la rivière (segment de 18,4 km)
À partir de la confluence de la rivière Upsalquitch Sud-Est et de la rivière Upsalquitch Nord-Ouest, la rivière Upsalquitch coule sur:
- 5,8 km vers le Nord-Ouest dans la paroisse d'Addington, en recueillant les eaux du "One Mile Brook" (venant du Nord), jusqu'à la confluence de la rivière Popelogan (venant du Nord). Note: Cette confluence est située dans la partie supérieure de Crooked Rapids;
- 0,3 km vers l'Ouest, jusqu'à McDougalls Brook (venant du Sud-Ouest);
- 1,1 km vers le Nord-Ouest en traversant les "Crooked Rapids", jusqu'au Reids Gulch (venant du Nord);
- 7,2 km vers le Nord-Ouest, jusqu'à South Two Brooks (venant du Sud-Ouest);
- 4,0 km vers le Nord-Ouest, jusqu'à la limite de la paroisse d'Eldon;

Cours inférieur de la rivière (segment de 22,0 km)
- 3,0 km vers le Sud-Ouest, jusqu'à Boland Brook (venant du Sud-Ouest);
- 4,0 km vers le l'Ouest, puis le Nord, jusqu'à la limite de la paroisse d'Addington;
- 1,3 km vers l'Ouest dans la paroisse d'Addington, en formant une courbe vers le Nord, jusqu'à la limite de la paroisse d'Eldon;
- 3,3 km vers l'Ouest, jusqu'au pont ferroviaire. Note: Cette voie ferrée longe le cours de Grog Brook (côté Sud) et de Meadow Brook (côté Nord);
- 8,3 km vers le Nord-Ouest, jusqu'au pont de la route 17 situé dans le hameau de Robinsonville;
- 2,1 km vers le Nord-Ouest, jusqu'à la confluence de la rivière Upsalquitch[1].

La rivière Upsalquitch se déverse dans une courbe de rivière sur la rive Sud de la rivière Ristigouche; cette dernière délimite dans ce secteur la frontière entre le Nouveau-Brunswick et le Québec. L'île Upsalquitch est située à la confluence de la rivière Upsalquitch, soit face au camp Harmony. Cette confluence est située à 1,8 km en aval de "Greens Island".